# Villa Genoese Zerbi
La villa Genoese Zerbi (talvolta chiamata villa Zerbi), è un edificio storico della città di Reggio Calabria. Sorge sul corso Vittorio Emanuele III nell'area dove, prima del 1860, vi era l'antica villa in stile liberty con richiami veneziani neogotici della famiglia dei Marchesi Genoese, antica famiglia del patriziato reggino che alla fine del XIX secolo aggiunse al proprio cognome quello degli Zerbi da cui Genoese Zerbi. Distrutta dal terremoto del 1908, la villa fu riedificata con un progetto redatto dagli ingegneri Zerbi, Pertini e Marzats nel 1915. Attualmente la Villa non appartiene più alla famiglia Genoese Zerbi e per alcuni anni è stata un centro espositivo gestito dal Comune di Reggio Calabria. Nel 2023, dopo anni di abbandono, viene data in gestione alla gelateria Sottozero e gli spazi della residenza nobiliare vengono ridestinati all’attività dell’alta pasticceria.

## L'edificio

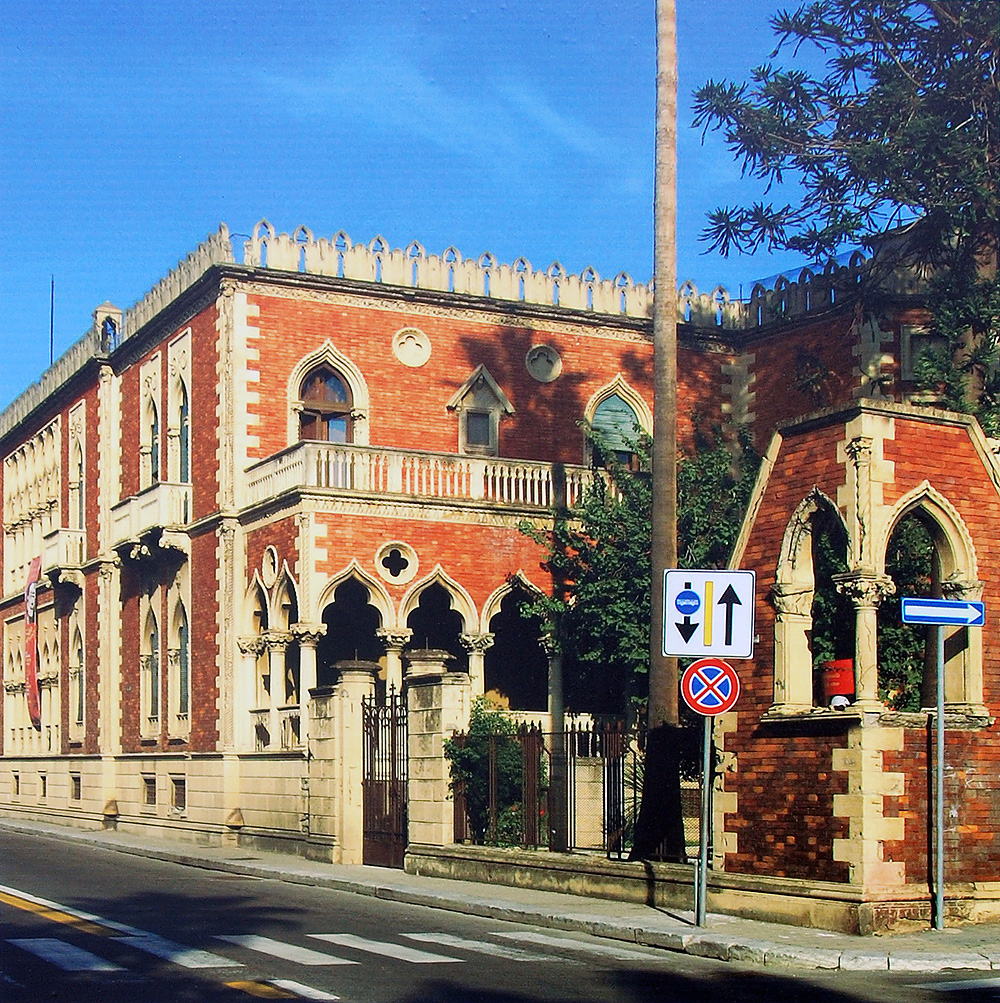
L'eclettica villa Genoese Zerbi

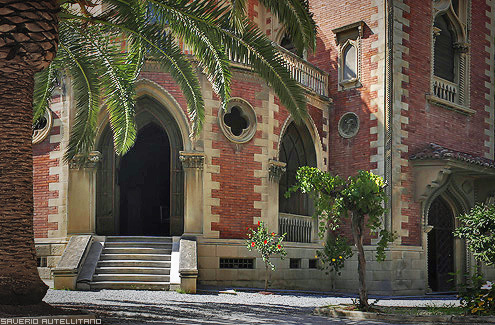
L'ingresso

Il nuovo edificio fu costruito con caratteristiche completamente diverse dall'antica villa, e con nuove scelte di stile architettonico e tipologico, che si differenziano dagli altri edifici del fronte sulla via marina.
L'area in cui sorge è definita da via Giulia,  via Zaleuco, via Camagna ed il corso Vittorio Emanuele III.
La villa è composta da un corpo centrale di forma trapezoidale a due piani che si affaccia sul mar Mediterraneo quindi sullo stretto, nell'area confinante con la via Zaleuco vi è il giardino che si estende fino alle dépendance ricavate negli angoli opposti che incontrano la via Giulia e la via Camagna.
L'edificio si presenta con una serie di articolazioni dove si alternano degli ambienti destinati ad abitazione: loggiati, ed elementi a torre; lo stile architettonico usato si rifà ai modelli neogotici veneziani del XIV secolo, con archi in stile gotico, accostando elementi decorativi insieme a scelte cromatiche molto evidenti: colonne sorreggono gli archi dei loggiati, colonnine adoperate per le balaustre dei balconi e per finire i merli che sovrastano come parapetto tutto il terrazzo.

## La sede espositiva
Villa Genoese Zerbi, fino a pochi anni fa, è stata un polo culturale della città di Reggio e ha offerto periodiche mostre di pittura, scultura, architettura, fotografia. È stata, infatti, sede espositiva delle mostre della Biennale di Venezia nel Mezzogiorno d'Italia.
| Periodo                       | Evento |
| ----------------------------- | --- |
| Settembre - Novembre 2004     | Sensi contemporanei. Z.O.U. Zone d'urgenza dalla 50ª Esposizione Internazionale d'Arte della Biennale di Venezia                                                                            |
| Dicembre 2004 - Marzo 2005    | Sensi contemporanei. Movimento/Movimenti dalla 50ª Esposizione Internazionale d'Arte della Biennale di Venezia                                                                              |
| Giugno - Agosto 2005          | Il cinema negli occhi. Tazio Secchiaroli |
| Ottobre 2005                  | Villa Genoese Zerbi 1915-2005. Conoscenza didattica e restauro nel progetto d'architettura                                                                                                  |
| Dicembre 2005 - Marzo 2006    | Sensi contemporanei. Metamorph dalla 9ª Mostra internazionale di architettura della Biennale di Venezia                                                                                     |
| Giugno 2006                   | Reggio Calabria Film Fest |
| Luglio - Settembre 2006       | Piacere e complessità di un genio. Salvador Dalí |
| Dicembre 2006 - Gennaio 2007  | Tavole di sogno. Gianni Versace-Rosenthal |
| Maggio - Giugno 2007          | _Reghion 2010. La città in mostra |
| Agosto - Ottobre 2007         | Rabarama. Identità. Mostra dell'artista Rabarama |
| Dicembre 2007 - Febbraio 2008 | Incanto - Percorsi celebrativi in ricordo della divina Maria Callas. |
| Aprile - Maggio 2008          | Figurae - Aspetti della figurazione contemporanea. Italia: le ultime generazioni. |
| Agosto - Settembre 2008       | Reggio Art. Artisti reggini a Villa Genoese Zerbi |
| Settembre 2008                | Mostra istituzionale della Marina Militare italiana e delle Capitanerie di porto in occasione della "Settimana del Mare" e del "XVII raduno dell'Associazione nazionale marinai d'Italia".  |
| Ottobre - Novembre 2008       | Frammenti di luce - Mostra dei gioielli creati dal maestro orafo Gerardo Sacco. |
| Dicembre 2008 - Gennaio 2009  | Cent'anni dal terremoto di Reggio e Messina 1908/2008. |
| Aprile - Maggio 2009          | "Michele Prestipino 1887/1975. Storia e Memoria". |
| Luglio - Agosto 2009          | "Cinquant'anni di moda italiana". Mostra sulla storia del Made in Italy. |
| Settembre - Ottobre 2009      | "60 anni dedicati al caffè". Mostra sulla storia di Caffè Mauro. |
| Febbraio - Luglio 2010        | "Egitto Maivisto"-le dimore eterne di Assiut e Gebelein. Mostra di reperti dell'antico Egitto rinvenuti durante la missione archeologica diretta da E. Schiapparelli tra il 1908 e il 1920. |
| Gennaio - Marzo 2011          | "Segni della città che c'era". Mostra di documenti d'epoca e reperti architettonici e decorativi recuperati dai palazzi del '600 e '700 della città distrutti dal sisma del 1908.           |